# 宇都宮競輪場

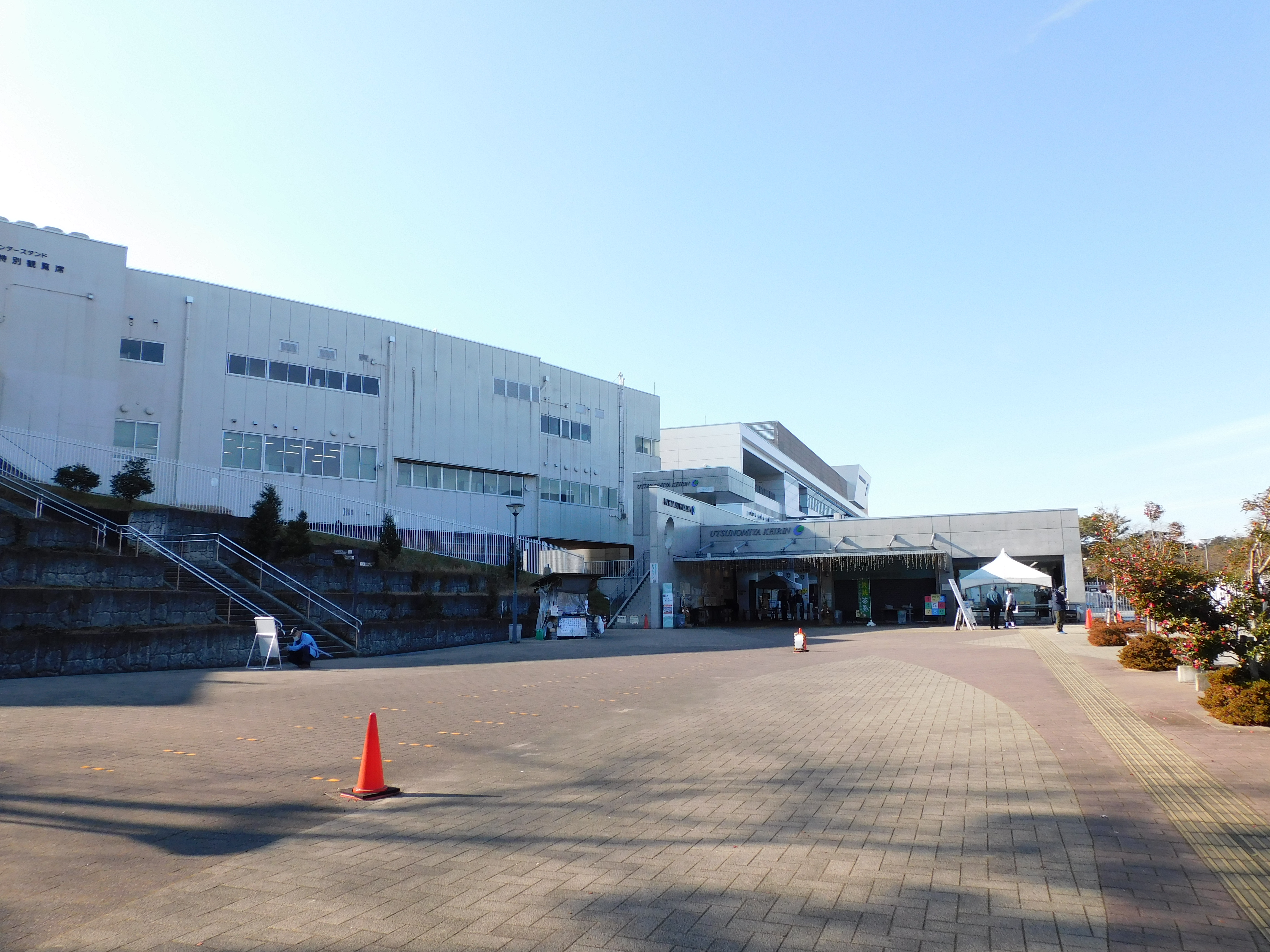
入り口

宇都宮競輪場（うつのみやけいりんじょう）は、栃木県宇都宮市東戸祭一丁目にある競輪場。施設所有および主催は宇都宮市。競技実施はJKA東日本地区本部関東支部。実況はVOICE TRUSTで担当は中村将司。愛称は「雷神バンク」。

## 概要

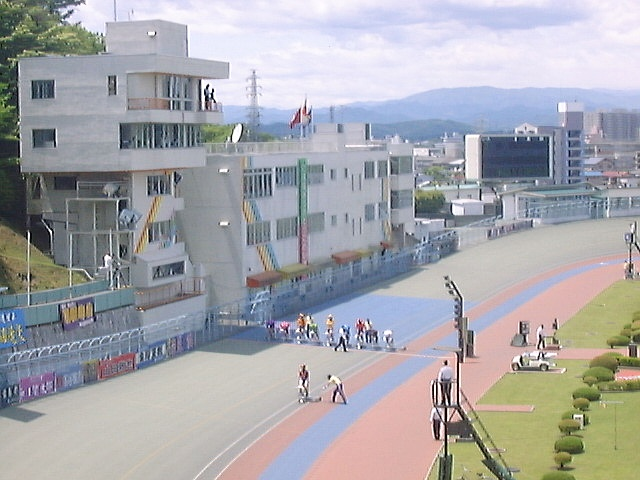
以前のホーム側直線と管理施設（現在はバック側。確定板は大型映像装置に建て替えられ、管理施設は撤去された。）

宇都宮市は、「自転車競技法」に基づいて、大衆の娯楽と市財政の増収を図るため、競輪場を建設することになった。
候補地として、旧城址などが挙がったが、1949年9月に八幡山公園西北部の現在地に決定した。開場式の日時は決定していたため半年間昼夜兼行で工事が進められ、傾斜地であったため、当時としては珍しいブルドーザー18台が投入され、岩盤をダイナマイトで破壊するという大工事となった。現在の2センター側は前述の工事による掘削構造だが、逆に1センター側は盛土して造成されている。西入口は、昔馬捨場とよばれており、病死した家畜を埋めたところで、傍らには馬頭観音が祀ってあった。
1950年3月21日に開場し、27日に第1回競輪が開催された。
開設記念競輪（GIII）は従来、『宇都宮ワンダーランドカップ争奪戦』として毎年5月に開催されていたが、2024年に引退した特別競輪16勝の「レジェンド」神山雄一郎の栄誉をたたえて2025年度から『レジェンド神山雄一郎カップ』に変更して開催している。
1965年頃から、それまでの自転車やバイクに代わって自動車が普及し、駐車場が盛況しだし競輪開催日は競輪場通りが渋滞し交通マヒを起こしたため、当時の市長であった増山道保が移転を選挙公約にしたが、受け入れ先が決まらず、移転を取りやめることになった。
特別競輪は、GIが1987年・1990年・1993年にオールスター競輪、1996年と2010年に全日本選抜競輪が、2014年には高松宮記念杯競輪が、2025年にはナイター開催としてGI格上げ後初開催の第1回女子オールスター競輪（ガールズケイリン）が開催された。GIIは2002年と2024年に共同通信社杯競輪が、2007年に東西王座戦が、2022年にはウィナーズカップが開催された。
2002年に共同通信社杯競輪が開催された際に、地元のシンガーソングライターが作曲した『風のワンダーランド』（歌：八木恭子）というテーマソングが制作されており、この曲は現在も使用されている。
以前は管理棟がホーム側、観戦施設がバック側にあるという構造であったが、2007年より八幡山公園の施設としての活用を見据えてスタンドの全面改築が始まり、2009年に現メインスタンドが完成した際に走路ホームとバックが入れ替えた。新2コーナーには大型映像装置が設置された。
記念競輪名の通り神山雄一郎のホームバンクとしても知られる。1993年のオールスター競輪での初GI優勝も当地であった。2025年5月15日、場内の初心者ガイダンスコーナーに併設される形で「神山雄一郎記念コーナー」が設置された。
トータリゼータシステムは富士通フロンテックを採用しており、2012年4月9日の開催より重勝式投票のKドリームスが発売されている。
2018年3月3日からミッドナイト競輪が開始された。また、2020年6月18日からナイター競輪として「RAIZINナイトレース500」を開始している。

### キャラクター
公式キャラクターとして、みやかめファミリーとらいりんがいる。
みやかめ
1996年の宇都宮市市制100周年を記念し、カメをモチーフとした「みや太郎」が6月2日に登場した。2007年の東西王座戦開催を記念し妻「けい子」、長男「りんいち」が追加され「みやかめファミリー」となった。これにちなんで2011年から記念競輪の2日目優秀競走として『みやかめ賞』が行われる。らいりん登場後も引き続きキャラクターとして利用されている。
らいりん
2020年、宇都宮メディア・アーツ専門学校の学生がデザインした新しいキャラクターが発表され、「らいりん」と命名された。
2021年には、「らいりん」を具現化した「らいりんガール」も登場し、ミッドナイト開催も含めラウンドガールとして登場している。

## バンク特徴

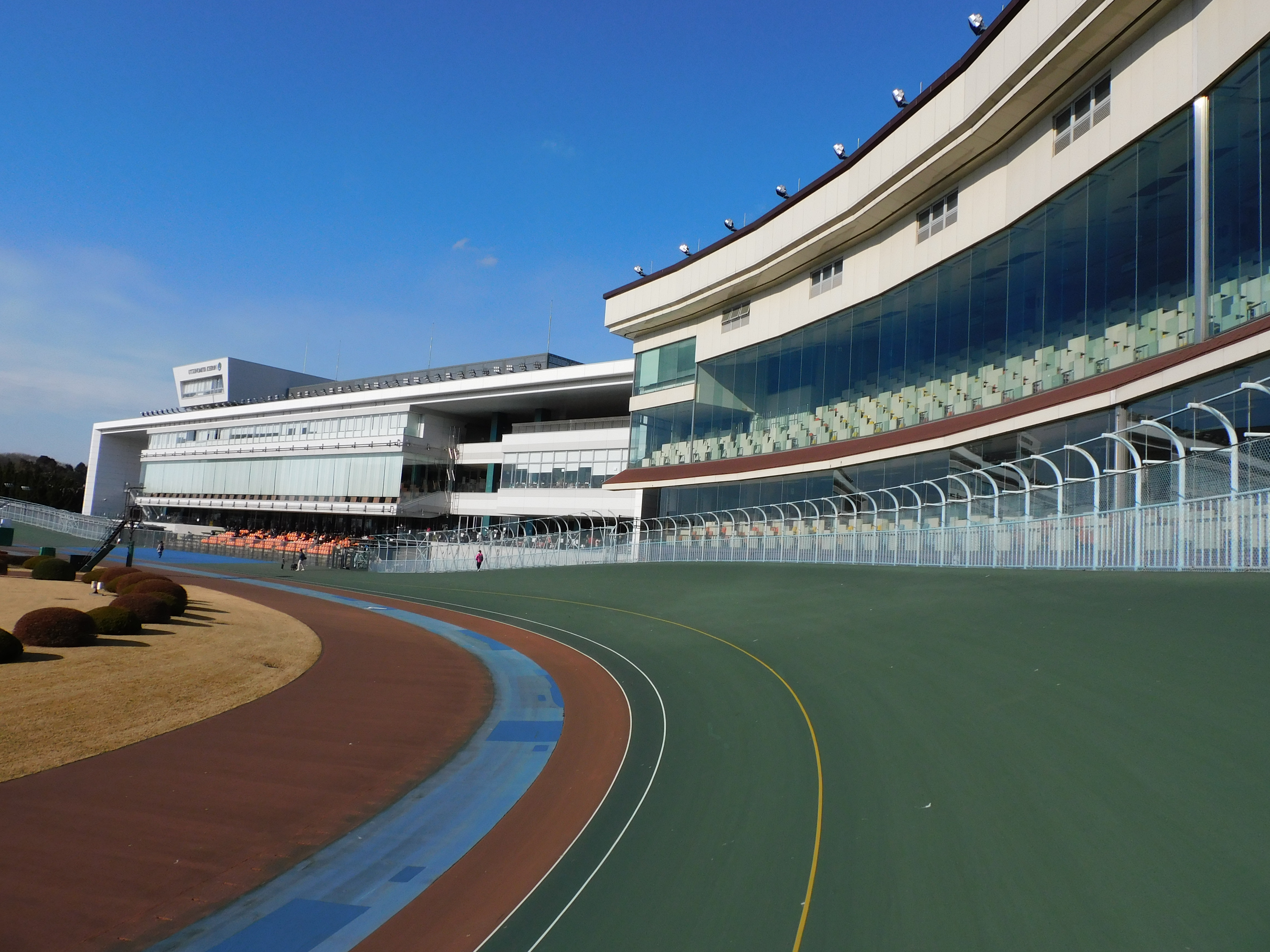
バンク

1周は500m。直線部がやや長くカーブのきつい扁平なバンク（角度は25度）。先行選手に不利なだけでなく、追走する番手の選手すら後方から抜かれる「交わしの交わし」を食らうほど、後方からの追い込みが決まりやすい。
ただし前述のメインスタンド改築工事に伴いホーム側とバック側が入れ替わった際に、ゴール前のみなし直線が若干短くなり（67.9m→63.2m）、また大型映像装置が2コーナー側に設置されたことから、いくらか先行選手が仕掛けやすくなった。
メインスタンドの一部が吹き抜けになっており、また1センター側に大きな建物がないことから、1コーナーから2コーナーとホームスタンド側にかけて風が通り抜ける影響がある。

## 施設
ホーム側のメインスタンドと、2センター側のセンタースタンドがある。メインスタンド2階とセンタースタンド内全域が特別観覧席、メインスタンド3階がロイヤルルームとなっている。
屋外観客席はホーム側ゴール線～2センター～3コーナーまでとなっている。
メインスタンド2階には「競輪場が見えるレストラン」があり、本場開催の入場無料化以前より競輪場の入場料がかからず、競輪利用目的以外でも利用できるようになっている。
メインスタンド1階の大型ビジョン付きホール「シアターホール」は、車券発売営業時間外の有料貸し出しを行っている。
センタースタンド3階は、ブレイクダンスを中心とした練習を行えるダンススペースとなっている。
敢闘門はメインスタンドの1コーナー寄り地下に設置。誘導員の入口はメインスタンドの4コーナー寄り地下に設置されている。
選手宿舎は、現状ではガールズケイリン開催に対応しておらず、ガールズ選手は競輪場併設の宿舎ではなく別の宿泊施設への分宿を行っていたが、2025年度より新棟の建設と既存宿舎の改築を行い、ガールズ選手にも利用しやすい設備とするだけでなく競輪界で初めてとなる全選手が個室部屋とする計画が進んでいる。

## アクセス
- 無料送迎バス（本場開催日および場外発売日のみ運行）
  - JR宇都宮駅西口バスターミナル12番乗り場 - 馬場町 - 県庁前（中央通り乗り場） - 競輪場へ約15分。
  - 新鹿沼駅から鹿沼駅を経由した便は、2019年4月より運行休止となった[16]。
- 関東自動車（有料路線バス）
  - JR宇都宮駅 - 西塙田町 - 戸祭 - 宝木団地線で「競輪場前」バス停下車。
  - JR宇都宮駅 - 西塙田町 - 戸祭台循環線「競輪場前」バス停下車。
- 東武宇都宮駅下車徒歩20分。（徒歩10分程度の県庁前バス停で無料バス乗降可）

## 歴代記念競輪優勝者
| 年     | 優勝者     | 登録地 |
| ------ | ---------- | ------ |
| 2003年 | 小嶋敬二   | 石川   |
| 2004年 | 山口富生   | 岐阜   |
| 2005年 | 神山雄一郎 | 栃木   |
| 2006年 | 有坂直樹   | 秋田   |
| 2007年 | 後閑信一   | 群馬   |
| 2008年 | 岡部芳幸   | 福島   |
| 2009年 | 神山雄一郎 | 栃木   |
| 2011年 | 稲村成浩   | 群馬   |
| 2012年 | 長塚智広   | 茨城   |
| 2013年 | 浅井康太   | 三重   |
| 2015年 | 佐藤慎太郎 | 福島   |
| 2016年 | 園田匠     | 福岡   |
| 2017年 | 北津留翼   | 福岡   |
| 2018年 | 中川誠一郎 | 熊本   |
| 2019年 | 村上義弘   | 京都   |
| 2020年 | 浅井康太   | 三重   |
| 2022年 | 吉田拓矢   | 茨城   |
| 2023年 | 眞杉匠     | 栃木   |
| 2025年 | 小原太樹   | 神奈川 |
| 2026年 |            |        |

※1節4日間制開催となった、2002年4月以降の歴代記念競輪優勝者を列記。

### その他のG3
| 年     | 種別 | 開催名称                       | 優勝者   | 登録地 |
| ------ | ---- | ------------------------------ | -------- | ------ |
| 2021年 | G3   | 国際自転車トラック競技支援競輪 | 渡部幸訓 | 福島   |